# هانس كريستيان إريكسن
هانس كريستيان إريكسن (بالنرويجية البوكمول: Hans Kristian Eriksen)‏ هو محرر وكاتب نرويجي، ولد في 4 أبريل 1933 في Kiberg ‏ في النرويج، وتوفي في 8 يونيو 2014.